# Liste der Mitglieder der National Academy of Sciences/2015
Im Jahr 2015 wählte die National Academy of Sciences der Vereinigten Staaten 105 Personen zu ihren Mitgliedern.

## Neugewählte Mitglieder
- Gabriel Aeppli
- Manindra Agrawal
- Nancy C. Andrews
- Renee Baillargeon
- Steven A. Balbus
- Brenda L. Bass
- Robert H. Bates
- Marlene Behrmann
- Joseph A. Berry
- Eric Betzig
- Sue Biggins
- Samuel A. Bowring (1953–2019)
- Marianne Bronner
- Adam S. Burrows
- Nancy Carrasco
- Jean-Laurent Casanova
- Aravinda Chakravarti
- Dorothy L. Cheney (1950–2018)
- R. Graham Cooks
- Riccardo Dalla-Favera
- Angus S. Deaton
- Gary S. Dell
- Catherine Dulac
- Scott V. Edwards
- Alex Eskin
- Daniel S. Fisher
- Donald J. Geman
- Fabiola Gianotti
- Alfred L. Goldberg
- Steve Granick
- Taekjip Ha
- Alexander N. Halliday
- Alan Hastings
- Sheng Yang He
- Martin Head-Gordon
- Alan G. Hinnebusch
- Ralph L. Holloway
- Lora V. Hooper
- Joseph Incandela
- Nancy Y. Ip
- Matthew O. Jackson
- Christine Jacobs-Wagner
- Reinhard Jahn
- Maria Jasin
- Jonathan D. G. Jones
- Robert E. Kahn
- Aharon Kapitulnik
- Harvey J. Karten
- Steven A. Kliewer
- Catherine L. Kling
- Maxim Kontsevich
- Russell S. Lande
- Jeannie T. Lee
- Warren J. Leonard
- Margaret Levi
- James C. Liao
- John T. Lis
- Victoria Lundblad
- Glen M. MacDonald
- Renu Malhotra
- Jitendra Malik
- Thomas E. Mallouk
- Satyajit Mayor
- Kurt Mehlhorn
- Joachim Messing (1946–2019)
- Jeffery F. Miller
- Randall T. Moon
- Tomasz S. Mrowka
- Shaul Mukamel
- Catherine J. Murphy
- Shigekazu Nagata
- Daniel M. Neumark
- Abraham Nitzan
- Carlos A. Nobre
- Eva Nogales
- James M. Poterba
- Rafael Radi
- Lalita Ramakrishnan
- Danny Reinberg
- Rebecca R. Richards-Kortum
- Jennifer Richeson
- John A. Rogers
- Rodney Rothstein
- Robert J. Schoelkopf
- Julian I. Schroeder
- Sara Seager
- Mordechai Segev
- Jeffrey P. Severinghaus
- Zhi-Xun Shen
- Stephen H. Shenker
- Nahum Sonenberg
- Lawrence Steinman
- Nils Christian Stenseth
- Jan Svoboda (1934–2017)
- Karel Svoboda
- Lisa Tauxe
- Richard L. Taylor
- Jeremy W. Thorner
- Jean Tirole
- Moshe Y. Vardi
- Leslie B. Vosshall
- William R. Ward (1944–2018)
- Bruce Western
- Hao Wu
- Shoucheng Zhang